# Samtgemeinde Spelle
La comunità amministrativa di Spelle (Samtgemeinde Spelle) si trova nel circondario dell'Emsland nella Bassa Sassonia, in Germania.

## Suddivisione
Comprende 3 comuni:
1. Lünne
2. Schapen
3. Spelle

Il capoluogo è Spelle.